# Mistrovství Československa v atletice 1986
Mistrovství Československa mužů a žen v atletice 1986 v kategoriích mužů a žen se konalo 12. července a 13. července v Bratislavě. 

## Medailisté

### Muži
| Soutěž        | Zlato                                                                        | Stříbro                                                                | Bronz                                                                         |
| 100 m         | Luboš Chochlík 10.56                                                         | Dušan Súkup 10.65                                                      | Jiří Mezihorák 10.73                                                          |
| 200 m         | Josef Lomický 21.46                                                          | Petr Břečka 21.59                                                      | Milan Bělošek 21.63                                                           |
| 400 m         | Petr Břečka 46.87                                                            | Dušan Malovec 47.17                                                    | Pavel Hýsek 47.17                                                             |
| 800 m         | Milan Drahoňovský 1:48.01                                                    | Luboš Šubrt 1:48.38                                                    | Marcel Theer 1:48.75                                                          |
| 1500 m        | Jan Kraus 3:43.60                                                            | Vladimír Slouka 3:43.65                                                | Pavel Michálek 3:44.06                                                        |
| 5000 m        | Lubomír Tesáček 13:40.61                                                     | Ivan Uvizl 13:50.00                                                    | Martin Vrábeľ 13:52.25                                                        |
| 10 000 m      | Martin Vrábeľ 28:46.80                                                       | Zdeněk Moravčík 29:02.81                                               | Ivan Uvizl 29:16.62                                                           |
| 110 m př.     | Pavel Šáda 14.13                                                             | Petr Obdržálek 14.30                                                   | Petr Mucha 14.41                                                              |
| 400 m př.     | Jozef Kucej 50.11                                                            | Daniel Hejret 50.60                                                    | Stanislav Návesňák 51.16                                                      |
| 3000 m př.    | Stanislav Štít 8:35.80                                                       | Jiří Švec 8:38.88                                                      | Luboš Gaisl 8:40.57                                                           |
| 4 × 100 m     | Zdeněk Hanáček Jan Leitner Jaroslav Priščák Pavel Polomský Dukla Praha 40.58 | Ivo Bilík Jiří Valík Karel Kopeček Jiří Mezihorák RH Praha 41.01       | Jiří Zelený Zbyněk Vinš Miroslav Uhrin Roman Hradil RH Cheb 42.56             |
| 4 × 400 m     | Jiří Janoušek Martin Chrdle Daniel Hejret Petr Břečka RH Praha 3:10.13       | Pavel Polomský Zdeno Nagy Marcel Theer Pavel Hýsek Dukla Praha 3:10.97 | Petr Novák Miroslav Ševčík Jan Filandr Vladimír Musil Bohemians Praha 3:15.53 |
| Skok do výšky | Ján Zvara 226                                                                | Jindřich Vondra 226                                                    | Josef Hrabal 221                                                              |
| Skok o tyči   | Zdeněk Lubenský 572                                                          | František Jansa 560                                                    | Jiří Lesák 520                                                                |
| Skok daleký   | Zdeněk Hanáček 778                                                           | Jan Leitner 775                                                        | Róbert Széli 765                                                              |
| Trojskok      | Ján Čado 17.04                                                               | Milan Mikuláš 16.92                                                    | Ivan Slanař 16.67                                                             |
| Vrh koulí     | Josef Kubeš 19.77                                                            | Jozef Lacika 19.14                                                     | Richard Navara 19.12                                                          |
| Hod diskem    | Imrich Bugár 66.64                                                           | Gejza Valent 62.06                                                     | Tibor Pányi 56.38                                                             |
| Hod kladivem  | Zdeněk Bednář 70.58                                                          | Milan Matoušek 66.92                                                   | Jiří Rodr 66.92                                                               |
| Hod oštěpem   | Jan Železný 79.36                                                            | Zdeněk Adamec 77.96                                                    | Štefan Lengyel 73.14                                                          |
| 20 km chůze   | Jozef Pribilinec 1:28:07                                                     | Roman Mrázek 1:28:09                                                   | Ivo Piták 1:28:18                                                             |
| Desetiboj     | Roman Hrabaň 7866 bodů                                                       | Věroslav Valenta 7850 bodů                                             | Martin Machura 7259 bodů                                                      |

### Ženy
| Soutěž        | Zlato                                                                           | Stříbro                                                                               | Bronz                                                                                |
| 100 m         | Eva Murková 11.63                                                               | Monika Špičková 11.96                                                                 | Renata Černochová 12.03                                                              |
| 200 m         | Taťána Kocembová 23.63                                                          | Renata Černochová 24.17                                                               | Štěpánka Sokolová 24.40                                                              |
| 400 m         | Jana Mrovcová 53.01                                                             | Věra Tylová 53.84                                                                     | Martina Raabová 53.89                                                                |
| 800 m         | Petra Pokorná 2:05.13                                                           | Michaela Kolcová 2:06.61                                                              | Mária Havlová-Gužíková 2:07.03                                                       |
| 1500 m        | Ivana Walterová 4:11.67                                                         | Věra Nožičková 4:13.66                                                                | Alena Močáriová 4:19.09                                                              |
| 3000 m        | Jana Kučeríková 9:15.54                                                         | Ľudmila Melicherová 9:25.36                                                           | Monika Hamhalterová 9:35.44                                                          |
| 10000 m       | Ľudmila Melicherová 33:31.03                                                    | Silvia Pajanová 35:41.14                                                              | Alena Peterková 35:46.40                                                             |
| 100 m př.     | Milena Tebichová 13.74                                                          | Hana Váňová 14.19                                                                     | Iveta Tesařová 14.19                                                                 |
| 400 m př.     | Blanka Háková 59.67                                                             | Eva Eibnerová 1:01.10                                                                 | Hana Mikalová 1:01.77                                                                |
| 4 × 100 m     | Iveta Tesařová Kateřina Křepelková Pavlína Karnovská Věra Tylová VŠ Praha 49.01 | Michaela Svobodová Radka Kupková Věra Skotnická Monika Špičková Bohemians Praha 51.09 | startovaly jen 2 štafety                                                             |
| 4 × 400 m     | Petra Pokorná Jana Šmidáková Ivana Walterová Věra Tylová VŠ Praha 3:42.98       | Eva Žurková Monika Srnková Michaela Kolcová Štěpánka Sokolová RH Praha 3:45.53        | Marie Kabeláčová Petra Staňková Alena Peterková Barbora Rycková TJ Vítkovice 4:01.77 |
| Skok do výšky | Daniela Chválková 186                                                           | Yvona Tichopádová a Ivana Geržová 183                                                 | xxx                                                                                  |
| Skok daleký   | Eva Murková 670                                                                 | Ludmila Jimramovská 640                                                               | Jarmila Strejčková 634                                                               |
| Vrh koulí     | Soňa Vašíčková 19.70                                                            | Alena Vitoulová 17.83                                                                 | Hana Mísařová 15.90                                                                  |
| Hod diskem    | Gabriela Hanuláková 56.94                                                       | Olga Cinibulková 55.64                                                                | Iveta Kudrnová 52.98                                                                 |
| Hod oštěpem   | Elena Burgárová 56.44                                                           | Marie Fukalová 55.40                                                                  | Elena Révayová 54.76                                                                 |
| 10 km chůze   | Dana Vavřačová 50:07                                                            | Jana Zárubová 52:24                                                                   | Jana Jergová 54:05                                                                   |
| Sedmiboj      | Zuzana Lajbnerová 5916 bodů                                                     | Jana Vyštejnová 5548 bodů                                                             | Renata Staňová 5242 bodů                                                             |